# صوت أمريكا

شعار إذاعة صوت أمريكا

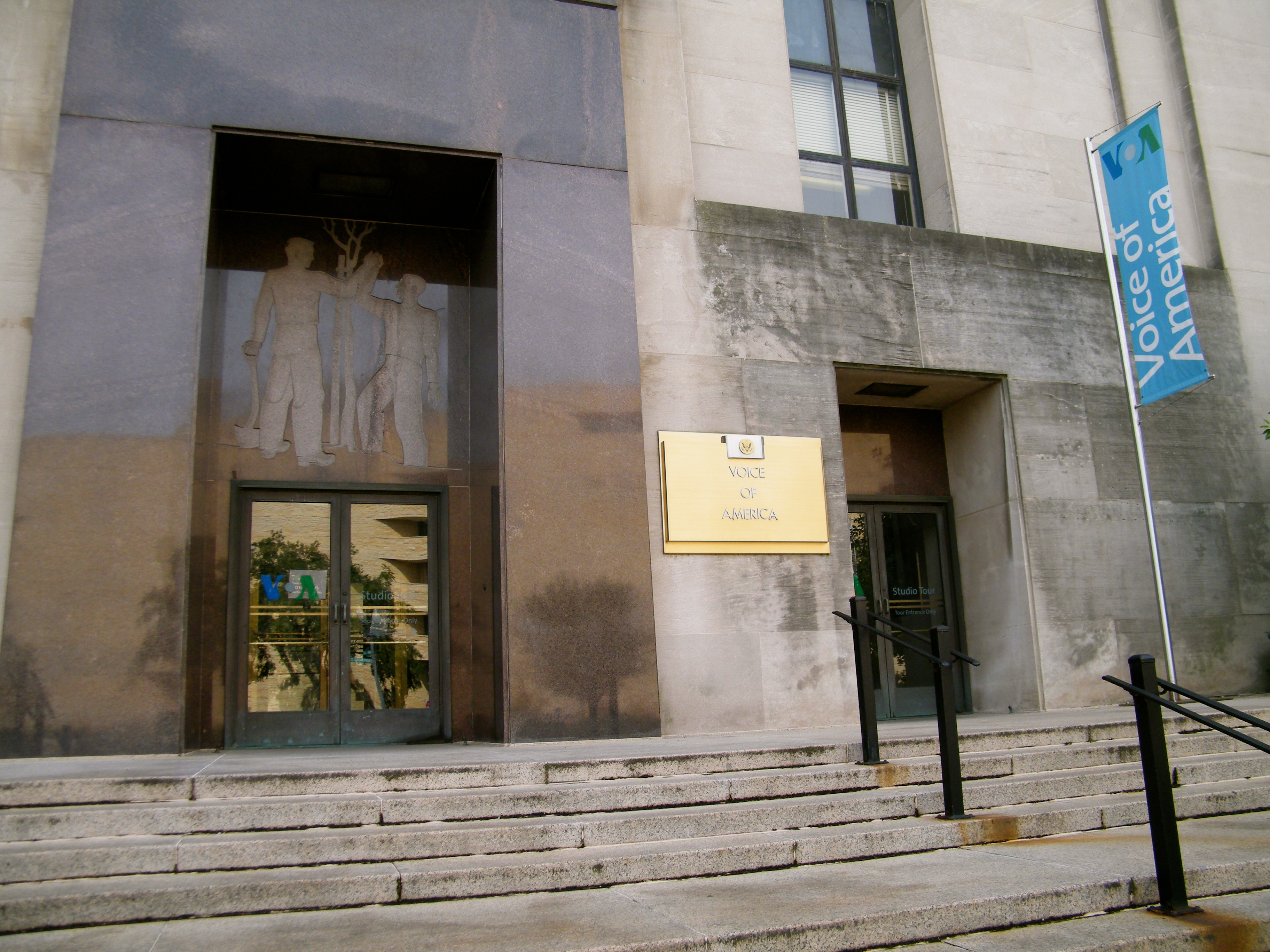
مقر إذاعة صوت أمريكا في واشنطن

صوت أمريكا Voice of America، وكالة إعلاميَّة حكوميَّة تموِّلها الحكومة الفيدرالية الأمريكية، وهي الإذاعة الرسميَّة للولايات المتحدة، تُنتج هذه الوكالة المحتوى الرقمي والتلفزيوني والإذاعي بأكثر من 40 لغة، وتُعتبر أكبر محطة إذاعية دولية في الولايات المتحدة، ولبرامجها تأثير كبير على الرأي العام داخل وخارج أمريكا.
تأسَّست إذاعة صوت أمريكا عام 1942، وتمَّ التوقيع على ميثاقها النهائي عام 1976 من قبل الرئيس الأمريكي جيرارد فورد، ويُلخِّص هذا الميثاق مهمَّة الإذاعة: «بث أخبار ومعلومات دقيقة ومتوازنة وشاملة للجمهور داخل وخارج أمريكا»، يقع مقرُّ صوت أمريكا في العاصمة واشنطن وتشرف عليها الوكالة الأمريكيَّة لوسائل الإعلام العالميَّة، وهي هيئة مُستقلِّة تابعة للحكومة الأمريكيَّة، يتمُّ تمويل الوكالة من قبل الكونغرس في سياق ميزانيَّة السفارات والقنصليَّات، في عام 2016 بثَّت وكالة صوت أمريكا ما يُقدَّر بنحو 1800 ساعة من البرامج الإذاعيَّة والتلفزيونيَّة كلَّ أسبوع، لما يقارب من 236 مليون شخص حول العالم، وتمتلك قرابة ألف موظَّف وبلغت ميزانيَّتها السنويَّة نحو 218 مليون دولار.
من جهة أخرى يعتبر بعض النقَّاد أنَّ وكالة صوت أمريكا هي شكل من أشكال الدعاية السياسيَّة، في عام 2017 قامت وزارة العدل الروسيَّة بتصنيفها كوكالة أجنبيَّة رداً على تصرُّف مماثل من قبل وزارة العدل الأمريكية بحقِّ تلفزيون روسيا اليوم.

## اللغات الحاليَّة
تبثُّ إذاعة صوت أمريكا بخمس لغات رئيسيَّة، ولكنَّ موقع الوكالة يحتوي على إصدارات بـ 42 لغة أجنبيَّة، منها:
الألبانيَّة، الأرمينيَّة، الأذربيجانيَّة، البنغاليَّة، البوسنيَّة، البورميَّة، الصينيَّة، الفارسيَّة، الفلبينيَّة، الفرنسيَّة، الجورجيَّة، الأندونيسيَّة، الكوريَّة، الكرديَّة، المقدونيَّة، البرتغاليَّة، الروسيَّة، الصربيَّة، الصوماليَّة، الإسبانيَّة، السواحليَّة، التايلانديَّة، التبتيَّة، التركيَّة، الأوكرانيَّة، الآرديَّة، الأوزبكيَّة، الفيتناميَّة.
يختلف عدد اللغات من سنة لأخرى وفقاً لأولويَّات الحكومة الأمريكيَّة والوضع السياسي العالمي بشكلٍ عام.

## التاريخ
كانت جميع المحطَّات الإذاعيَّة في الولايات المتحدة تابعةً للقطَّاع الخاص قبل الحرب العالميَّة الثانية، ولكن في عام 1939 وضعت لجنة الاتصالات الفيدراليَّة السياسة التالية:
يجب على جميع الإذاعات الدوليَّة المُرخَّص لها بالبث أن تُقدِّم خدمات بث تعكس ثقافة هذا البلد وتُعزِّز سياسة النوايا الحسنة والتفاهم والتعاون الدولي ، كان الهدف من هذا القانون هو تطبيق سياسة حسن الجوار، لكن البعض شعروا أنَّها محاولة لفرض الرقابة على الإعلام [16]، في عام 1940 تمَّ دعم الإذاعات الأمريكيَّة الدوليَّة التي تبثُّ في أمريكا اللاتينيَّة لمواجهة الدعاية النازيَّة، حيث كان مدير العلاقات الأمريكيَّة اللاتينيَّة هو إدموند تشيستر والذي أشرف بنفسه على تطوير إذاعة «لا كادينا دي لاس أمريكاس» التابعة لشبكة CBS والتي كانت تبثُّ من كولومبيا خلال أربعينيَّات القرن الماضي، وقد أثبتت البرامج التي كانت تُبثُّ عبر هذه الإذاعة نجاحها في دعم سياسة الرئيس الأمريكي فرانكلين روزفلت في أمريكا الجنوبيَّة خلال الحرب العالمية الثانية.

### خلال الحرب العالميَّة الثانية
حتى قبل الهجوم الياباني الشهير على بيرل هاربر ودخول أمريكا في الحرب، بدأ مكتب تنسيق المعلومات في حكومة الولايات المتحدة الأمريكيَّة في واشنطن في تقديم أخبار الحرب والتعليق عليها من خلال محطات الإذاعة الخاصة، ولكن بعد أسبوع واحد من دخول الولايات المتحدة في الحرب ترأس الكاتب روبرت شيروود وهو المستشار الإعلامي للرئيس الأمريكي لجنة لتنسيق البث الإذاعي وكان الهدف المنشود هو إيصال البث إلى ألمانيا عبر برامج «أصوات من أمريكا» وحدث ذلك بالفعل اعتباراً من 1 فبراير 1942، وتضمَّن البث الأول التعهُّد التالي: اليوم وفي كلِّ يوم سنكون معكم من أمريكا للحديث عن الحرب، قد تكون الأخبار جيَّدة أو سيئة ولكنَّنا سنقول الحقيقة دائماً ، وافق الرئيس روزفلت شخصيَّاً على هذا البث، وكان الكاتب روبرت شيروود هو الذي صاغ مصطلح صوت أمريكا لوصف الشبكة الإذاعية التي بدأت البث باسم الحكومة الأمريكية اعتباراً من 1 فبراير 1942.
توصَّلت إذاعة صوت أمريكا لاتفاق تعاون مع هيئة الإذاعة البريطانية BBC لتوسيع نطاق بث صوت أمريكا ليشمل كامل أوروبا وشمال إفريقيا، ولاحقاً تمَّ توسيع خدمات البث نحو آسيا خصوصاً بعد استعادة الفلبين من قبل الحلفاء، وبحلول نهاية الحرب كان لدى إذاعة صوت أمريكا 39 جهاز بث وكانت تُقدِّم خدماتها بـ 40 لغة، توضَّعت استوديوهات الإنتاج الرئيسيَّة في نيويورك وسان فرانسيسكو وتنوَّعت البرامج المُقدَّمة من الموسيقى إلى الأخبار إلى البرامج التخصُّصيَّة، ولكن مع انتهاء الحرب عام 1945 تمَّ إيقاف حوالي نصف خدمات إذاعة صوت أمريكا بما في ذلك البث باللغة العربية، وتمَّ نقل إدارة الإذاعة لتصبح تابعة لوزارة الخارجيَّة بشكلٍ مباشر.

### خلال الحرب الباردة
بدأت إذاعة صوت أمريكا بالبث إلى الشعب السوفيتي على امتداد روسيا في عام 1947 كردِّ فعل «على الدعاية السوفيتيَّة الموجَّهة ضد سياسات أمريكا وقادتها»، وكان ردُّ الاتحاد السوفياتي هو البدء في التشويش الإلكتروني على بث الإذاعة اعتباراً من 24 أبريل 1949، كانت الحكومة الأمريكيَّة قد ناقشت أفضل دور ممكن لإذاعة صوت أمريكا، وتمَّ اتخاذ القرار باستخدام برامجها كجزء من السياسة الأمريكيَّة الخارجيَّة لمحاربة دعاية الاتحاد السوفييتي والدول الشيوعيَّة.
في 1 يناير 1950 تمَّ استئناف البث باللغة العربيَّة لمدة نصف ساعة يومياً، وزاد ليصل لنحو 14 ساعة يومياً أثناء حرب السويس، وبعدها أصبح ست ساعات بشكل وسطي في اليوم الواحد بحلول عام 1958 ، وفي عام 1952 قامت إذاعة صوت أمريكا بتركيب أجهزة بث على السفن الأمريكيَّة لإيصال بثِّها إلى الاتحاد السوفياتي وأعضاء حلف وارسو، ولكنَّ هذه الفكرة تمَّ الحد منها اعتباراً من ستينات القرن الماضي.
ابتداءً من الخمسينات بثَّت إذاعة صوت أمريكا برامج لموسيقى الجاز الأمريكيَّة، حيث استضاف ويليس كونوفر برنامجاً يوميَّاً من عام 1955 لعام 1996 حظي بشعبيَّةٍ كبيرة في جميع أنحاء العالم وجذب نحو 30 مليون مستمع في ذروة شهرته.
خلال الحرب الباردة قامت العديد من الدول بالتشويش على بث إذاعة صوت أمريكا، الأمر الذي جعل البعض يشكُّ في أهميَّة هذه الإذاعة ومدى تأثيرها الفعلي، ولكن بعد انهيار الاتحاد السوفيتي وحلف وارسو أثبتت العديد من المقابلات مع الحركات المعادية للشيوعيَّة ضمن تلك الدول فعاليَّة برامج إذاعة صوت أمريكا في نقل المعلومات إلى المجتمعات الاشتراكيَّة.
خلال ستينات وسبعينات القرن الماضي غطَّت إذاعة صوت أمريكا أهمَّ أخبار ذلك العصر، بما فيها خطاب مارتن لوثر كينغ الشهير «لدي حلم»، وهبوط أرمسترونغ على القمر، وأمَّا أثناء أزمة الصواريخ الكوبيَّة فقد بثَّت الإذاعة باللغة الإسبانيَّة على مدار الساعة، وقد شهدت صوت أمريكا برنامج تطوير كبير في الثمانينات بميزانيَّة بلغت نحو 1.3 مليار دولار لتحسين البث وإدخال تقنيَّات أفضل وأحدث، وتمَّ إدخال خدمة تلفزيونيَّة وبرامج إقليميَّة خاصَّة موجَّهة إلى كوبا وأفغانستان، واعتباراً من عام 1985 تمَّ نقل البث عبر الأقمار الصناعيَّة إلى جميع أنحاء أوروبا.

### ما بعد الحرب الباردة
بعد انهيار الاتحاد السوفيتي وانحسار المدِّ الشيوعي عن دول أوروبا الشرقيَّة أضافت إذاعة صوت أمريكا العديد من خدمات البث في هذه المناطق، فأضافت اللغات الصربيَّة والكرواتيَّة والبوسنيَّة والمقدونيَّة والتبتيَّة والكرديَّة، ولكن في عام 1993 اقترحت إدارة كلينتون قطع التمويل عن إذاعة أوروبا الحرة لعدم الحاجة إليها في فترة ما بعد الحرب الباردة، ولم يحظَ هذا الاقتراح بتأييدٍ كبيرٍ في الأوساط السياسيَّة الأمريكيَّة، بدلاً من ذلك تمَّ الاتفاق على حلٍّ وسط تمثَّل بقانون البث الإذاعي الدولي الذي وقَّعه الرئيس كلينتون عام 1994، وفي نفس العام أصبحت إذاعة صوت أمريكا أول إذاعة تقدِّم برامجها عبر الإنترنت.

### تخفيض الخدمات
أُلغيت خدمة البث باللغة العربية اعتباراً من عام 2002 وتمَّ تأسيس إذاعة جديدة مُستقلَّة مكانها سُمِّيت راديو الشرق الأوسط أو راديو سوا، بميزانيَّة مبدئيَّة تُقدَّر بـ 22 مليون دولار، عرضت إذاعة سوا أغنيات شعبية غربيَّة وشرقيَّة مع نشرات أخبار دوريَّة موجزة، وفي عام 2008 ألغيت البرامج الإذاعيَّة باللغة الروسيَّة وفي نفس العام تمَّ إيقاف البث باللغة الهنديَّة بعد 53 عاما على انطلاقه ، وكذلك ألغي البث باللغات الأوكرانيَّة والصربيَّة والمقدونيَّة والبوسنيَّة، كان الهدف من كلِّ هذه التخفيضات هو محاولة تركيز الموارد باتجاه العالم الإسلامي بعد أحداث 11 سبتمبر، وفي 2010 بدأت إذاعة صوت أمريكا بثَّها في السودان مع نموِّ المصالح الأمريكيَّة في هذا الجزء من العالم ، وفي عام 2013 وسعياً منها لتخفيض الميزانيَّة تمَّ إيقاف البث باللغة الإنكليزيَّة في الشرق الأوسط وأفغانستان ، وحصل نفس الشيء في 1 يوليو عام 2014 عندما تمَّ إيقاف البث باللغة الإنكليزيَّة في آسيا، وفي 11 أغسطس 2014 تمَّ إيقاف البث باللغة اليونانيَّة بعد 72 سنة على انطلاقه.

### مقابلة المُلا عمر
بثَّت إذاعة صوت أمريكا في أواخر أيلول 2001 تقريراً يحتوي على مقتطفات قصيرة من مقابلة أُجريت مع زعيم حركة طالبان المُلا عمر محمد، إلى جانب مقاطع من خطاب الرئيس الأمريكي جورج بوش في الكونغرس الأمريكي بعد أحداث 11 سبتمبر، أثار هذا التقرير جدلاً واسعاً وتعرَّض لانتقادات من مسؤولي وزارة الخارجيَّة لأنَّه وفَّر منبراً «للإرهابيِّين» للتعبير عن آرائهم، ودافع مراسلوا الإذاعة ومُحرِّروها بأنَّ ذلك جزء من حريَّة الإعلام واستقلاليَّته، وفازت الإذاعة بجائزة باين لأخلاقيَّات الإعلام بعد عامٍ واحد من هذه الحادثة.

### مقابلة عبد الملك ريجي
في 2 أبريل 2007 ظهر زعيم جماعة جند الله عبد الملك ريجي على إذاعة صوت أمريكا الفارسيَّة وتمَّ تقديمه على أنَّه «زعيم حركة المقاومة الإيرانيَّة الشعبيَّة» [57]، وأثارت هذه المقابلة استنكاراً واسعاً من قبل الحكومة الإيرانيَّة والجالية الإيرانيَّة في أمريكا، لأنَّ جند الله هي منظمة إسلاميَّة سنيَّة مُتشدِّدة ارتبطت بالعديد من الهجمات على المدنيِّين.

### مقابلة مع مُحتجِّي التيبت
أجرى التلفزيون الصيني الرئيسي في شباط عام 2013 مقابلة مع ناشط في التيبت حاول إحراق نفسه، وقال في المقابلة بأنَّه كان مدفوعاً بأفكار إذاعة صوت أمريكا لإحياء ذكرى الناشطين الذين أحرقوا أنفسهم في التيبت، ولكنَّ الإذاعة أنكرت أي علاقة لها يالموضوع وطالبت بأن يسحب التلفزيون الصيني تقريره.

### مقابلة مع غيو وينغي
في 19 أبريل 2017، أجرت وكالة صوت أمريكا مقابلة بث مباشر مع قطب العقارات الصيني ورجل الأعمال المنشق غيو وينغي. تم تحديد مدة 3 ساعات للقاء. لكن بعد أن زعم غيو وينغي امتلاكه لأدلة على الفساد بين أعضاء اللجنة الدائمة للمكتب السياسي في الصين، والذي تعد أعلى سلطة سياسية في البلاد، انفطع البث المباشر فجأة بعد ساعة و17 دقيقة فقط من البث.
تضمنت مزاعم غيو وينغي أسماء مثل فو تشن هوا وانغ تشيشان، وكان الأخير عضوًا في اللجنة الدائمة للمكتب السياسي وزعيم الحركة الضخمة المناهضة للكسب غير المشروع. [74] أفيد أن بكين حذرت ممثلي وكالة صوت أمريكا من إجراء مقابلة مع غيو وينغي بسبب «مزاعم لا أساس لها من الصحة». طلب أربعة أعضاء في الكونغرس الأمريكي من مكتب المفتش العام إجراء تحقيق في هذا الانقطاع في 27 أغسطس 2017. خلص التحقيق الذي أجراه مكتب المفتش العام إلى أن قرار تقليص مقابلة رجل الأعمال كان يعتمد فقط على أفضل الممارسات الصحفية وليس على أي ضغط من الحكومة الصينية.

## وصلات خارجية
- إذاعة صوت أمريكا باللغة الأنكليزية الخاصة